# Peña Foratata
La Peña Foratata o Peña Foradada es una montaña de 2.321 metros de altura situada en la cabecera del valle de Tena sobre Sallent de Gállego (Provincia de Huesca, España). Forma parte del Pirineo axial. A pesar de no tener una altura excepcional, la montaña forma una imponente estampa frente al embalse de Lanuza en dirección a Formigal, siendo uno de los picos más emblemáticos del Alto Gállego.

## Geología
Esta peña está formada por calizas de la era devoniana. Son calizas recifales dispuestas en sinclinal sobre pizarras también devonianas.

## Toponimia
Su nombre se debe a su cima rocosa que, vista desde ciertos ángulos, parece un agujero.

## Ascensión
La Peña Foratata es una montaña sin ruta de ascenso fácil, aunque el pico vecino, la Foratata Occidental, es fácilmente accesible con una simple trepada. La ruta más sencilla del Pico Foratata es por el Cuello del Forato, la Faja herbosa y la chimenea Sur, con pasos de II+ algo aéreos y con algún tramo de roca desnuda (algunos tramos como el collado de las Foratatas, con pasos de nivel III). Otra alternativa, que comparte el tramo final de la Chimenea Sur, es por el Canal Sur, cuyo acceso a la chimenea es un poco más fino que el anterior, con pasos de II en el canal, y que tiene la ventaja de facilitar una vuelta circular.